# Eden (álbum)
Eden é o terceiro álbum da banda japonesa de rock Luna Sea, lançado em 21 de abril de 1993 pela gravadora MCA Victor. Os singles incluídos nele são "Believe" e "In My Dream (With Shiver)". Promovendo o álbum, o Luna Sea embarcou na turnê Search For My Eden que contou com 14 datas pelo Japão.
Foi remasterizado e relançado em 19 de dezembro de 2007. Esta versão alcançou a 191 posição nas paradas da Oricon.
Eden e outros sete álbuns da banda foram relançados em formato de vinil em 29 de maio de 2019.

## Recepção
| Críticas profissionais | Críticas profissionais |
| Avaliações da crítica  | Avaliações da crítica  |
| Fonte                  | Avaliação              |
| ---------------------- | ---------------------- |
| Sputnikmusic           | [ 4 ]                  |

Eden alcançou a quinta posição nas paradas da Oricon Albums Chart. Em novembro de 1994, foi certificado disco de ouro pela RIAJ. Em fevereiro de 2000, foi certificado disco de platina por vender mais de 400.000 cópias.

### Críticas profissionais
Sputnikmusic deu uma nota 4 de 5 ao álbum e completou sua crítica com "Eden prova ser um paraíso para o rock visual kei. Influências são jogadas juntas com abandono selvagem, mas o fluxo é quase perfeito."

## Faixas
Todas as faixas escritas e compostas por Luna Sea. 
| N.º            | Título                      | Música         | Duração |  |
| 1.             | "Jesus"                     | J              | 4:20    |  |
| 2.             | "Believe"                   | Sugizo         | 4:04    |  |
| 3.             | "Rejuvenescence"            | Inoran         | 3:37    |  |
| 4.             | "Recall"                    | Inoran         | 4:58    |  |
| 5.             | "Anubis"                    | Sugizo         | 4:01    |  |
| 6.             | "Lastly"                    | Inoran         | 6:00    |  |
| 7.             | "In My Dream (With Shiver)" | J              | 5:03    |  |
| 8.             | "Steal"                     | J              | 4:17    |  |
| 9.             | "Lamentable"                | Inoran         | 4:21    |  |
| 10.            | "Providence"                | Sugizo         | 3:08    |  |
| 11.            | "Stay"                      | J              | 3:52    |  |
| Duração total: | Duração total:              | Duração total: | 47:45   |  |

## Ficha técnica

### Luna Sea
- Ryuichi - vocal principal
- Sugizo - guitarra, violino
- Inoran - guitarra
- J - baixo
- Shinya - bateria